# 鈴木羊
鈴木 羊（すずき ひつじ、1975年2月15日 - ）は、日本のシンガーソングライター。現在はモナリザヘイトミー!!のギター、ボーカル担当。

## 経歴
1996年 SHEEP結成。
1998年 SHEEP、eastwest japanよりメジャーデビュー 。アルバム「カラスが鳴いてホームレスがこたえる」 、シングル「ナツノマボロシ」 、シングル「ウララ」発売。ナツノマボロシはTBS系アニメ「浦安鉄筋家族」第1期主題歌としてタイアップ。
1999年 MAXIシングル「体が勝手に動いた」発売。
2000年 インディーズよりMAXIシングル「HAPPY?」「魂をゆさぶれ」 発売後 突如解散。
2003年 再検査「昏睡」発売。
2004年 再検査 無期限活動休止。
2005年10月17日 ミディより1stソロアルバム「電気羊はロックスターの夢を見るか?」発売。
2006年8月25日 ミディより2ndアルバム「カゲキナキゲキ」発売。
2008年よりソロ活動と並行してしゅんすけswingin' with TRIPFOODのライブにギタリストとして参加。同年11月 ミディより3rdアルバム「RED」を発売。
2009年 ソロ活動と並行してしゅんすけswingin' with TRIPFOODに正式加入。同時にバンド名がしゅんすけswingin' & THE HOT FOODに変更。
2010年11月5日 4thアルバム『Moscowmule for Gemma』を鈴木羊& the Taro Bandで発売。
2011年 Majixより配信で「鈴木羊5」発表。
2012年 Majixより「鈴木羊SiX」発表。12月には舞台「ポリグラフ」（演出：吹越満）の音楽担当。
2013年2月10日 dead pan brothers 1st MAXIシングル『疾走る鼓動』発表。6月29日、 dead pan brothers 2nd MAXIシングル『眩暈』 発表。12月24日 dead pan brothers 3rd MAXIシングル 『ラブレス』 発表。
2014年8月16日 dead pan brothers 1stアルバム『名も無き夜』 発表。
2015年2月28日公開 映画「お江戸のキャンディー」（監督：広田レオナ）の音楽担当。6月18日 dead pan brothers 4th MAXIシングル『非業の死』5th MAXIシングル『野ばら』2枚同時発表。
2016年10月26日 Sex Free 1st MAXIシングル 『残照』発表。
2017年12月22日 Sex Free 2nd MAXIシングル『熱帯夜』発表。
2018年3月21日 Sex Free 1stアルバム『キライ』発表。9月1日 Sex Free 3rd MAXIシングル『アイヤーアイヤー』発表。
2020年5月24日 ソロ1st MAXIシングル『People People』発表。8月14日 ソロ2nd MAXIシングル『世界が悲しみに満ちてしまう前に』発表。
2021年3月2日　ソロシングル「colors」発表。
2022年11月19日　ソロMAXIシングル「Firebird」発表。
2023初頭、新スリーピースバンド”モナリザヘイトミー!!”を山下雅裕(B)三浦IQ(Dr)とともに結成。
同年12月24日　シングル「カナリアクライミー!!(feat.卍ん)」でWatchtower Recordからデビュー。
2024年1月13日　下北沢CLUB QUEにて初ライブを行う。
同年3月24日　2ndシングル「平和」リリース。
同年9月７日　3rdシングル「UniteTonight」リリース。
2025年1月12日　下北沢CLUB QUEにてバンド生誕一周年を祝うイベント「毒を喰らわばvol.1」開催。